# Серхіо Наварро (футбольний тренер)
Це стаття про іспанського футбольного тренера. Про чилійського футболіста, учасника ЧС-1962 див. статтю Серхіо Наварро.
Серхіо Наварро Баркеро (ісп. Sergio Navarro Barquero, 17 жовтня 1979) — іспанський футбольний тренер, колишній головний тренер львівських «Карпат».

## Життєпис
Народився 17 жовтня 1979 року. Навчався в університетах Кастельйону, Валенсії та Барселони.
У футбол грати розпочав у «Вільярреалі», після чого грав у клубах Терсери та регіональних ліг аж до завершення кар'єри у віці 26 років .
Перший тренерський досвід отримав у сезоні 2004/05 років, коли працював у структурі іспанського клубу «Кастельйон» (протягом кількох років був наставником у командах різних вікових категорій).
У 2011 році вперше вирушив за кордон і зайняв пост методологічного директора казанського «Рубіна» (команда здобула Кубок Росії у 2012 році і вийшла до чвертьфіналу Ліги Європи), а також помічника головного тренера Курбана Бердиєва. У грудні 2013 року Наварро покинув казанський клуб. Паралельно Серхіо Наварро проводив навчання в школі тренерів у Валенсії (Іспанія).
З червня 2014 року виконував функції методологічного директора іспанського «Вільярреалу». В його обов'язки входив повний контроль життєдіяльності всіх дитячих, юнацьких і молодіжних команд клубу.
16 червня очолив львівські «Карпати», які стали його першим клубом в статусі головного тренера. В команді він з'явився за рекомендації спортивного директора львівського клубу Даріо Друді, який у 2010—2016 також працював у «Вільярреалі».